# Melènees
Melènees o Melenes  (grec antic: Μελαινεαί o Μελαιναί) fou una ciutat d'Arcàdia al territori d'Herea, al camí entre Herea i Megalòpolis. Pausànies diu que la va fundar Melèneos, fill de Licàon, però al seu temps era deserta i coberta per les aigües. Les seves ruïnes són entre Kokora i Kakoreos.